# Hagens Berman Jayco
El Hagens Berman Jayco (código UCI: HBG) es un equipo ciclista profesional estadounidense de categoría Continental. El propietario es Axel Merckx, exciclista e hijo de Eddy Merckx, quien anteriormente había sido el mánager general.

## Historia
El equipo se inició desde 2009 con el nombre Trek-Livestrong U23, la escuadra funcionó como equipo filial del Team RadioShack, de categoría UCI ProTeam y dirigido por Johan Bruyneel y Lance Armstrong, estando patrocinado por Livestrong, marca auspiciada por Nike y por el propio Armstrong para la lucha contra el cáncer y por Trek, fabricante de bicicletas.
Tras la fusión del RadioShack con el Leopard Trek en 2012, dejó de ser el filial y continuó bajo la denominación Bontrager Livestrong y prosiguiendo con el objetivo de formar ciclistas sub-23.
Luego del escándalo de dopaje de Armstrong, la formación de Merckx se separó del exciclista y Livestrong dejó de ser patrocinador.
El equipo ha tenido varios ciclistas sub-23, en consonancia con su objetivo de servir como vivero de jóvenes promesas. Entre los ciclistas que han pasado por sus filas destaca Taylor Phinney.
En la temporada 2018 el equipo sube de categoría UCI y pasa a Continental Profesional (2° división) pudiendo participar mediante invitación en las Grandes Vueltas.

## Clasificaciones UCI
A partir de 2005 la UCI instauró los Circuitos Continentales UCI. Registrado en el UCI America Tour el equipo participa de otros circuitos estando en las clasificaciones del UCI Europe Tour Ranking, UCI Oceanía Tour Ranking y claro está, el UCI America Tour Ranking. Las clasificaciones del equipo y de su ciclista más destacado son las siguientes:
| Año                      | Clasificación por equipos | Mejor corredor en la clasificación individual | Posición |
| 2009-2010 (America Tour) | 21.º                      | Benjamin King                                 | 109.º    |
| 2009-2010 (Europe Tour)  | 43.º                      | Taylor Phinney                                | 43.º     |
| 2009-2010 (Oceanía Tour) | 9.º                       | Taylor Phinney                                | 10.º     |
| 2010-2011 (America Tour) | 20.º                      | Carter Jones                                  | 114.º    |
| 2010-2011 (Europe Tour)  | 66.º                      | Joe Dombrowski                                | 236.º    |
| 2010-2011 (Oceanía Tour) | 3.º                       | George Bennett                                | 3.º      |
| 2011-2012 (America Tour) | 12.º                      | Joe Dombrowski                                | 17.º     |
| 2011-2012 (Oceania Tour) | 14.º                      | Joshua Atkins                                 | 25.º     |
| 2011-2012 (Europe Tour)  | 72.º                      | Joe Dombrowski                                | 238.º    |
| 2012-2013 (America Tour) | 7.º                       | Nathan Brown                                  | 36.º     |
| 2012-2013 (Europe Tour)  | 53.º                      | Jasper Stuyven                                | 107.º    |
| 2012-2013 (Oceania Tour) | 5.º                       | James Oram                                    | 12.º     |
| 2013-2014 (America Tour) | 16.º                      | Ruben Zepuntke                                | 45.º     |
| 2013-2014 (Europe Tour)  | 111.º                     | Tao Geoghegan Hart                            | 524.º    |
| 2013-2014 (Oceania Tour) | 6.º                       | James Oram                                    | 5.º      |
| 2015 (America Tour)      | 16.º                      | Logan Owen                                    | 86.º     |
| 2015 (Europe Tour)       | 83.º                      | Ruben Guerreiro                               | 288.º    |
| 2015 (Oceania Tour)      | 4.º                       | James Oram                                    | 7.º      |
| 2016 (America Tour)      | 3.º                       | Adrien Costa                                  | 21.º     |
| 2016 (Europe Tour)       | 35.º                      | Tao Geoghegan Hart                            | 174.º    |
| 2016 (Asia Tour)         | 41.º                      | Neilson Powless                               | 180.º    |
| 2017 (America Tour)      | 10.º                      | Neilson Powless                               | 13.º     |
| 2017 (Europe Tour)       | 27.º                      | Christopher Lawless                           | 50.º     |
| 2018 (America Tour)      | 17.º                      | Jonathan Brown                                | 29.º     |
| 2018 (Europe Tour)       | 19.º                      | Jasper Philipsen                              | 40.º     |
| 2019 (America Tour)      | 4.º                       | Ian Garrison                                  | 44.º     |

## Palmarés
Para años anteriores, véase Palmarés del Hagens Berman Jayco

### Palmarés 2025

#### Circuitos Continentales UCI
| Fecha       | Circuito             | Carrera                               | Ganador       |
| 19 de junio | UCI Europe Tour 2025 | 5.ª etapa del Giro de Italia Next Gen | Adam Rafferty |

#### Campeonatos nacionales
| Fechas | Carreras | Ganador |

## Plantilla
Para años anteriores véase:Plantillas del Hagens Berman Jayco

### Plantilla 2025
| Nombre                       | Nacimiento | Nacionalidad   | Equipo 2024                                   |
| Evan Boyle                   | 27/06/2004 | Estados Unidos | Hagens Berman Jayco                           |
| Fergus Browning              | 04/12/2003 | Australia      | CCACHE x BODYWRAP (2025)                      |
| Matthew Cole                 | 12/01/2005 | Reino Unido    | Hagens Berman Jayco                           |
| William Eaves                | 02/07/2004 | Australia      | ARA \| Skip Capital                           |
| Daniel Filipe Vieira Moreira | 02/07/2006 | Portugal       | Neo (Willebrord Wil Vooruit)                  |
| Wil Holmes                   | 20/02/2006 | Australia      | Neo (U19 Academy Région Sud powered by Giant) |
| Carl Emil Just Pedersen      | 16/01/2006 | Dinamarca      | Neo (CeramicSpeed Herning CK Junior)          |
| Jesse Kramer                 | 19/10/2003 | Países Bajos   | Team Visma \| Lease a Bike Development        |
| Hamish McKenzie              | 13/09/2004 | Australia      | Hagens Berman Jayco                           |
| Darren Parham                | 12/04/2005 | Estados Unidos | Hagens Berman Jayco                           |
| Samuele Privitera            | 04/10/2005 | Italia         | Hagens Berman Jayco                           |
| Adam Rafferty                | 04/10/2005 | Irlanda        | Hagens Berman Jayco                           |
| Mattia Sambinello            | 03/11/2005 | Italia         | Hagens Berman Jayco                           |
| Rubén Sánchez                | 03/01/2006 | España         | Neo (Café Baqué)                              |
| Gonçalo Tavares              | 27/04/2004 | Portugal       | Hagens Berman Jayco                           |
| Ben Wiggins                  | 26/03/2005 | Reino Unido    | Hagens Berman Jayco                           |

1. ↑  Desde el 7 de abril.
2. ↑  Hasta el 6 de abril.
3. ↑  Hasta el 16 de julio.